# Coeligena coeligena
El inca bronceado (en Perú, Ecuador y Colombia, colibrí inca bronceado (en Venezuela), inca broncíneo (en Colombia) o colibrí pardo morado (Coeligena coeligena), es una especie de ave apodiforme de la familia Trochilidae (los colibríes) perteneciente al numeroso género Coeligena. Es nativo de regiones andinas y montañosas adyacentes del noroeste y centro oeste de América del Sur.

## Distribución y hábitat
Se distribuye ampliamente a lo largo de la cordillera de los Andes y adyacencias —como las montañas del norte de Venezuela y la Serranía del Perijá— desde el noroeste de Venezuela, al sur por las tres cadenas de Colombia, y por la pendiente oriental de Ecuador, Perú, hasta el sureste de Bolivia.
Esta especie es considerada localmente común en sus hábitats naturales: los bordes de selvas húmedas de estribaciones montañosas, algunas veces en terrenis abiertos con árboles dispersos y en plantaciones de café, en altitudes entre 1500 y 2600 m. Forrajea en la periferia dela vegetación.

## Descripción
Mide en promedio 12 cm de longitud. El color principal del plumaje es púrpura iridiscente. Las partes superiores varían de un rico violeta a un rojo brillante, mientras que las partes inferiores están bañadas con un tinte grisáceo. La garganta y el pecho son de color gris suave. La cola es amplia y está impregnada con el mismo tinte púrpura de la parte posterior.

## Sistemática

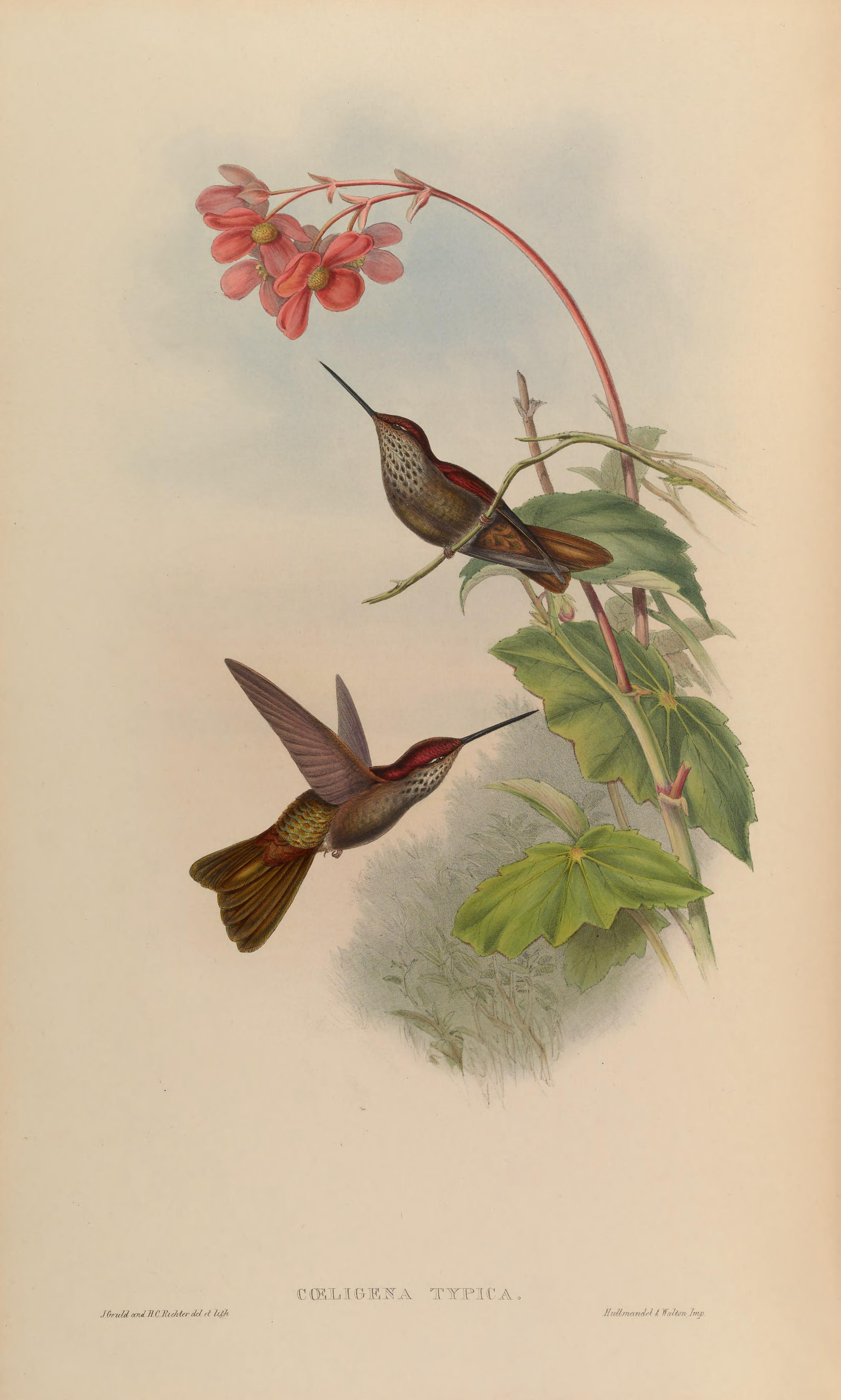
Coeligena typica, sinónimo de Coeligena coeligena ilustración de Gould y Richter en A monograph of the Trochilidae, or family of humming-birds 4, 1861.

### Descripción original
La especie C. coeligena fue descrita por primera vez por el ornitólogo francés René Primevère Lesson en 1833 bajo el nombre científico Ornismya coeligena; su localidad tipo es: «México», error, enmendado para «Venezuela».

### Etimología
El nombre genérico femenino «Coeligena» deriva del nombre específico Ornismya coeligena cuyo epíteto proviene del latín moderno «coeligenus» que significa ‘celestial’, ‘nacido en el cielo’.

### Taxonomía
La subespecie propuesta C. coeligena zuloagae Phelps, Sr. & Phelps, Jr., 1959, conocida apenas por el holotipo de Falcón (noroeste de Venezuela), probablemente sea una variación individual de la nominal; la forma descrita C. purpurea Gould, 1854 (de Popayán, centro sur de Colombia) podría ser un híbrido de la presente con Coeligena prunellei, una variación de C. wilsoni o hasta una especie plena posiblemente extinta.

### Subespecies

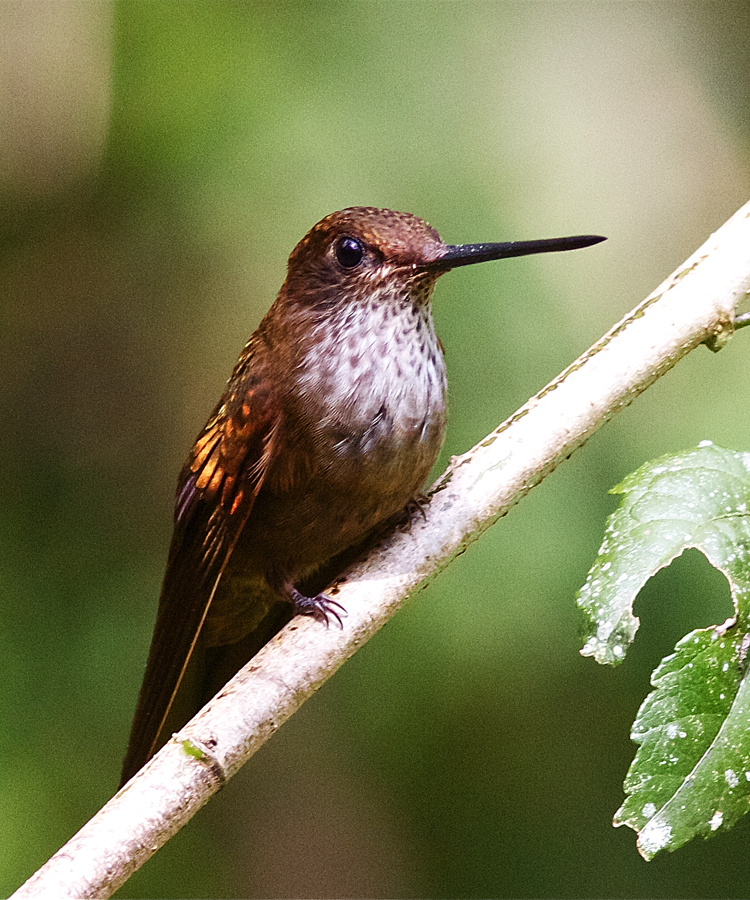
Coeligena coeligena obscura en Ecuador

Según las clasificaciones del Congreso Ornitológico Internacional (IOC) y Clements Checklist/eBird  se reconocen seis subespecies, con su correspondiente distribución geográfica:
- Coeligena coeligena coeligena (Lesson), 1833 – montañas costeras del norte de Venezuela (desde Falcón al este hasta Miranda).
- Coeligena coeligena zuliana Phelps, Sr. & Phelps, Jr., 1953 – serranía del Perijá en la frontera noreste de Colombia, noroeste de Venezuela.
- Coeligena coeligena columbiana (Elliot), 1876 – Andes del noroeste de Venezuela (al sur desde Lara y noroeste de Barinas) y Andes orientales de Colombia al sur hasta Huila).
- Coeligena coeligena ferruginea (Chapman), 1917 – Andes centrales y occidentales de Colombia.
- Coeligena coeligena obscura (Berlepsch & Stolzmann), 1902 – pendiente oriental de los Andes del sur de Colombia (Nariño) al sur por Ecuador y Perú.
- Coeligena coeligena boliviana (Gould), 1861 – pendiente oriental de los Andes del centro y sureste de Bolivia (desde La Paz hasta Chuquisaca).